# Isque (Adelsgeschlecht)

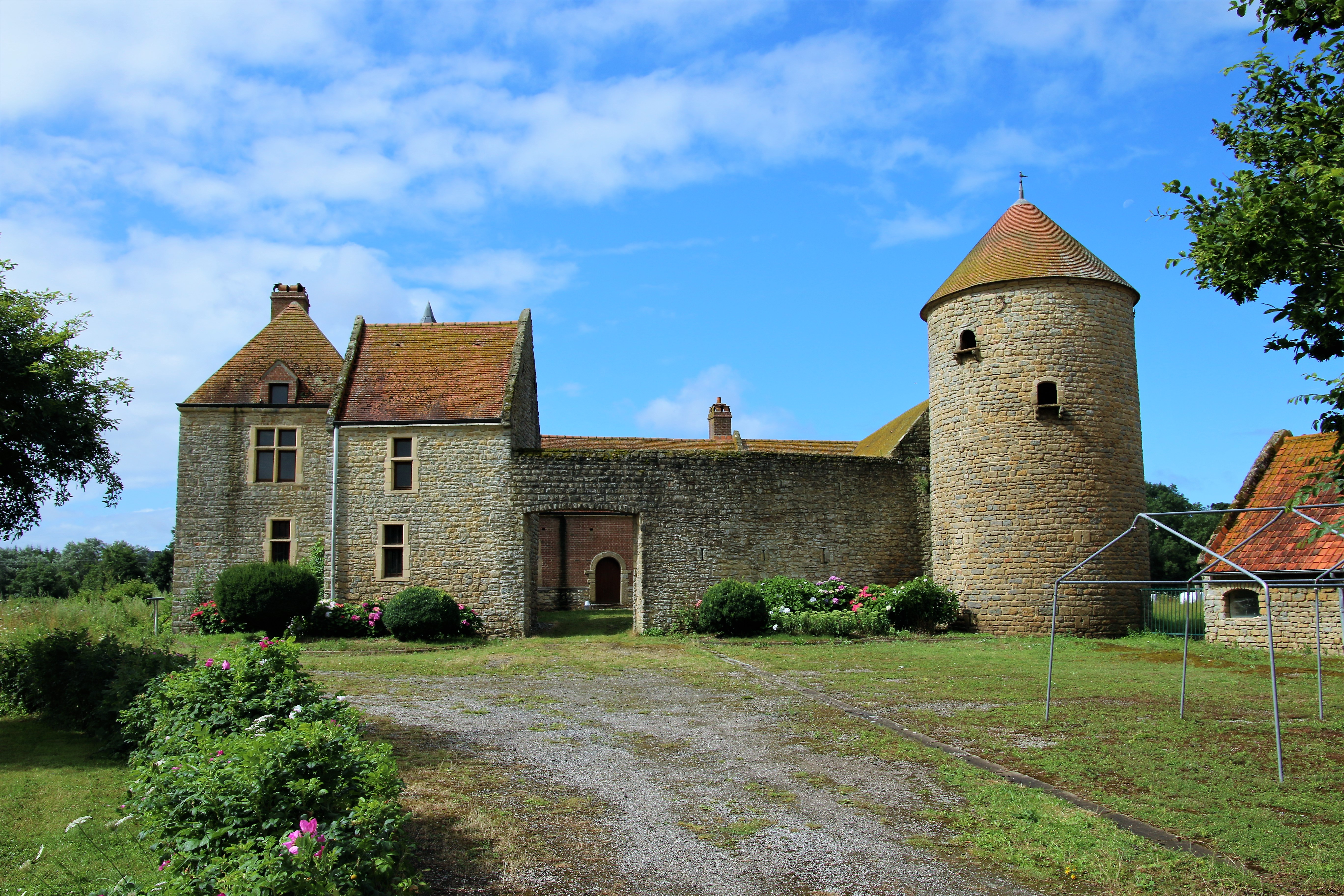
Sitz der Familie war das Château d’Isque, das noch in seiner Gestalt aus dem 16. Jahrhundert erhalten ist, eine ehemalige Motte an der Liane gelegen und ursprünglich von ihr umflossen.

Die Familie d’Isque gehörte zum alten ritterbürtigen Adel des Boulonnais. Sie war in Isques vor den Toren von Boulogne-sur-Mer ansässig, besaß hier eine Motte („le mote de Ysche“, 1302), aus der das spätere Château d’Isque hervorging, und stand vom 11. bis 14. Jahrhundert regelmäßig in den Diensten der Grafen von Boulogne.

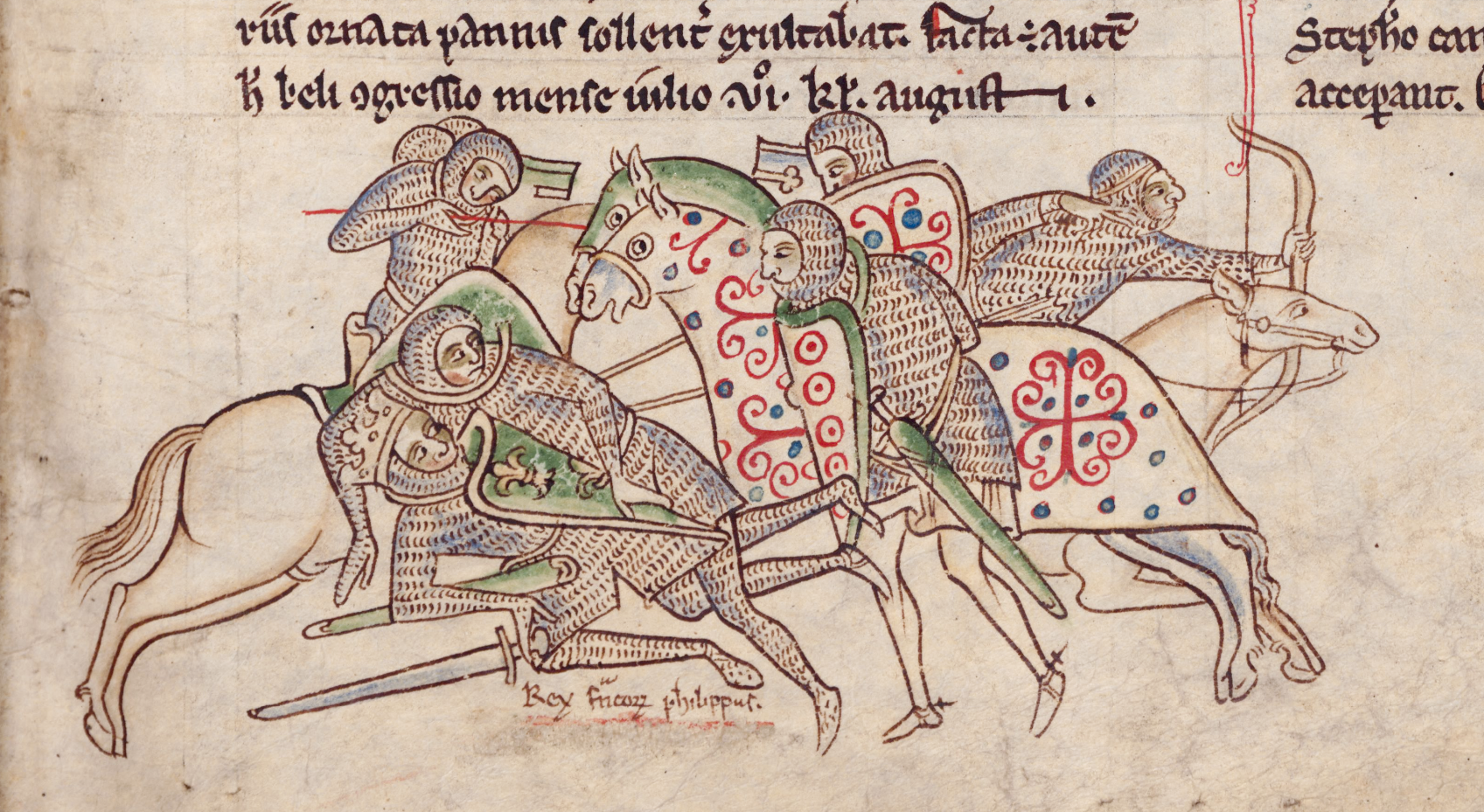
Darstellung vom Beginn der Schlacht von Bouvines im Jahre 1214, als König Philipp II. am Boden liegend von Graf Rainald von Boulogne und seinen Rittern, darunter auch von Ebrald de Isica, bedrängt wird (Chronica Majora des Matthäus Paris, 13. Jahrhundert).

Zurückführen lässt sie sich lückenlos auf Ebrald de Isica (ca. 1175 bis ca. 1240), der 1208 die noch bestehende Kirche von Isques gründete und 1214 in der Schlacht von Bouvines bis zum Schluss an der Seite von Graf Rainald I. von Dammartin gegen den französischen König Phillip II. kämpfte und in Gefangenschaft geriet. Zur Familie werden auch Watier d’Isque gerechnet, der um 1160 Hauptmann der Miliz von Cambrai war, sowie Goso de Isica (ca. 1095 bis ca. 1160), der 1135 eine Schenkung des Grafen Etienne de Blois und seiner Frau Mathilda von Boulogne zugunsten der Abtei Saint-Josse-sur-Mer bezeugte. Als erstes in Erscheinung trat Amalrich de Iseca (ca. 1040 bis ca. 1105), dessen Kirche 1069 erwähnt ist und der 1084 Zeuge einer Schenkung von Gerardus de Burnulvilla (Bournonville) war anlässlich der Gründung des Klosters von Andres durch dessen Onkel Balduin I., Graf von Guînes.
Die Hauptlinie der Seigneurs d’Isque starb mit dem Tod von Antoine-Achille d’Isque (1681–1789), Ritter, Vicomte d’Isque, Seigneur du Manoir, Marquis de Colembert et de Alembon etc. und Lieutenant der französischen Garden, aus. Über die Nebenlinie der d’Isque von Haudisque aber lebt die Familie durch Flucht des zum Protestantismus übergetretenen Jean d’Isque, Seigneur von Rieux, seit dem späten 16. Jahrhundert in Deutschland fort. Sie nennt sich hier Disqué.

## Ursprung
Die Familie d’Isque soll auf die Ritter von Isca zurückgehen, die im frühen und Hochmittelalter Meier der gleichnamigen Domäne und Pfalz des Herzogs von Brabant südlich von Brüssel waren (flämisch: Iske, Ische, Yssche und Ijse, französisch: Isque, heute: Overijse). Es wird angenommen, dass Amalrich de Iseca unter den Rittern war, die im Gefolge von Graf Eustach II. von Boulogne an der Eroberung Englands unter Wilhelm von der Normandie teilnahmen. Der Graf führte in der Schlacht von Hastings im Jahre 1066 den aus flämischen und französischen Kämpfern bestehenden rechten Flügel des normannischen Invasionsheeres an. Insofern wird Eustach II. auch bei seinem Schwiegervater, Gottfried III., dem Herzog von Niederlothringen, Kämpfer rekrutiert haben. Dabei wird für nicht unwahrscheinlich gehalten, dass Amalrich unter jenen Knappen und Rittern war, die sich zwar Waffen, Rüstung und Pferd leisten konnten, aber keine Erstgeborenen waren und daher weder Anspruch auf Hausgut noch Titel hatten, die aber gerade der Aussicht auf Ländereien wegen an dem Eroberungszug teilnahmen. Zudem sind die Namen „Amalrich“ und „Goso“ in der Familie der Ritter von Isca gebräuchlich. Diese verfügte über umfangreiches Eigengut in der herzoglichen Pfalz von Isca, das nachweislich auf einen Aginulph zurückgeht, der im Jahre 832 von Ludwig dem Frommen 18 Höfe mit Grund, Leuten und dazugehörigen Rechten in vier Orten, darunter sieben in der „villa vocante Isca“ zu ewigem Eigen erhielt.

## Wappen

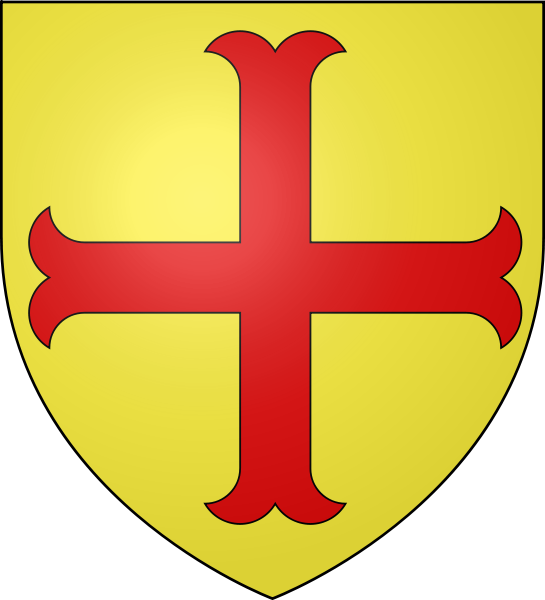
Stammwappen der Familie d'Isque Disqué.

In Gold ein rotes Ankerkreuz, auf dem rot-golden bewulsteten Helm mit rot-goldenen Decken wachsend ein goldener Löwe, als Schildhalter zwei goldene Löwen. 
Dieses Stammwappen teilt die Familie d’Isque mit der Nebenlinie „de Marquise“ der Herren von Ardres (bei Calais).
Das Wappen wurde von Erbfolgern oder weiteren Söhnen mit folgenden Beizeichen getragen: 
- bewinkelt von vier Sternen ("cantonée de quatre étoiles"): Enguerran d'Isque (1306)
- mit einem Schrägfaden belegt ("à la bande brochant"): Enguerran d'Isque (1321), Colart d'Isque (1380, 1387, 1388), Jean d'Isque "Desrée" (1380, 1387, 1389).

## Stammliste

### Gemeinsamer Stamm
- Ebrald de Isica (ca. 1175 – ca. 1240), Seigneur d’Isque, erbaute im Jahre 1208 die Kirche im Dorf Isques nahe dem Château und nahm 1214 an der Seite von Graf Rainald von Boulogne an der Schlacht von Bouvines teil, wo er gefangen und in Montreuil-sur-Mer in Kerkerhaft[9] genommen wurde.
  - Arnould I. d’Isque (ca. 1205 – ca. 1270), Seigneur d’Isque, um 1240 erwähnt.
    - Arnould II. d’Isque (ca. 1245–1300), Seigneur d’Isque, heiratete wohl im Jahr 1284 Marguerite de Monchy († 1305), Tochter von Henry de Monchy und Catherine de Montmorency.
      - Enguerran (Ingram) d’Isque (ca. 1285 – ca. 1350), „Engeren d’Isseke“ (Siegel: 1306/1321), Seigneur d’Isque und Ritter, 1335 Hauptmann eines Fähnleins von 100 Rittern unter den Herren von Fiennes; verheiratet mit Marguerite de Hodicq de Courteville, Tochter des Ritters Huon III. de Hodicq aus der Familie d’Ardres, Seigneur de Courteville, Rosamel etc. und Seneschall des Grafen von Boulogne sowie der Marie de Renty.
        - Jean d’Isque (ca. 1310 – ca. 1355), Seigneur d’Isque, Ritter und Bannerträger des Grafen von Boulogne, Hauptmann und Gouverneur von Boulogne, verheiratet mit Jeanne de Bazentin, genannt von Bars bzw. Beure oder Bèvre, Tochter des Ecuyers (Edelknechts) Jean de Bazentin, Seigneur d’Hervilly, und der Dame Béatrix aus dem Grafengeschlecht de Guînes.

Nachfolger siehe unter der Hauptlinie und den beiden Nebenlinien.

### Hauptlinie der Seigneurs d’Isque (de la Motte / du Château) und Vicomtes d'Isque

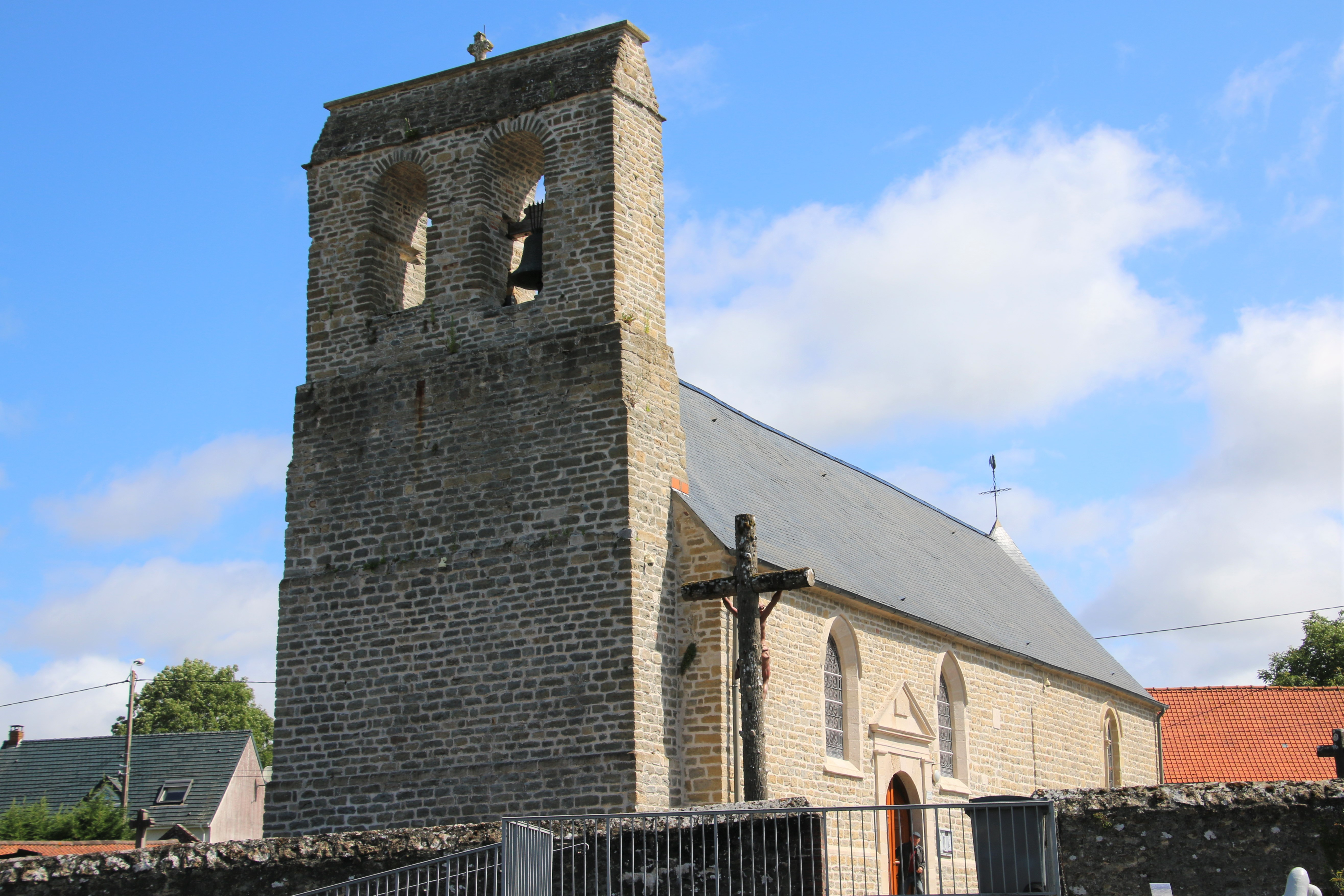
Kirche St. Wulmer und Apolline, gegründet von Ebrald de Isica im Jahre 1208, erneuert von Pierre d'Isque nach dem Hundertjährigen Krieg.

- Pierre d’Isque „dit Griffon“ (genannt der Greif), ältester Sohn von Jean I. d’Isque, geb. vermutlich um 1336, erwähnt 1368, Edelknecht (Ecuyer), Seigneur de la Motte d’Isque, erbte die Lehen von Engoudesent und Boisdinghem, erwarb darüber hinaus im Jahr 1370 Le Lozeaut (Le Lo), und 1380 ein Lehen in Boulemberg, war verheiratet mit Jehanne de Longueville, die 1420 als seine Witwe erwähnt ist.
  - Colard d’Isque, Seigneur d’Isque et de Boisdinghem, angehender Ritter („chevalier bachelier“), Capitaine (Hauptmann) von Boulogne 1400–1404, verheiratet in erster Ehe mit Jehanne d’Ordre, Tochter von Ansel, Baron d’Ordre, Sr. de Maisnil und d’Aelis de Boussin, in zweiter Ehe mit Marie de Créquy, Tochter von Arnoul, Sr. de Rimboval, und Marie d’Auxy.
    - Pierre d’Isque, genannt „Porras“ oder „Perus“ (Sohn Colards aus zweiter Ehe), Ritter, Sr. d’Isque, de la Motte, Blacourt, Hermerangue, le Lo etc.; verheiratet mit Marie de Gouy, Dame de Blacourt en Dourrier, 1446. Er richtete die Kirche „de la Motte d’Isque“ wieder auf, die im Hundertjährigen Krieg der Engländer gegen die Franzosen zerstört wurde.
      - Jehan d’Isque, Ritter, Sr. d’Isque, le Lo, Hermerangue etc., verheiratet in erster Ehe mit Ysabel Amouret (gestorben 1468) und in zweiter Ehe mit Sainte de Soyecourt, 1483 verwitwet.
        - Pierre d’Isque, dit „Perrot“, Sohn des Jehan aus erster Ehe, Sr. d’Isque, de la Motte, de Hermerangue, Blacourt, le Lo etc., Hauptmann und Kastellan („capitain gouverneur“) der Burg von Hardelot im Jahre 1509, Vogt der Gewässer und Wälder des Boulonnais, heiratete 1482 Blanche de Roussel, Tochter von Louis, Seigneur de Manoir (Hesdin-l’Abbé) und der Jehanne du Fayel, gestorben 1523, begraben in Isques zusammen mit seiner 1504 verstorbenen Frau.
          - Adrien d’Isque, Ritter, Sr. d’Isque, de la Motte, le Moustier, le Manoir etc., heiratete 1525 Françoise de la Varenne, Tochter von Antoine, Sr. d’Hermerangue et de Bazinghen, und der Jacqueline d’Incourt, Witwe aus erster Ehe mit Jehan de Roussel, Sr. de Cauchie; Testament vom 19. November 1536 und gestorben an einer Kriegsverletzung vor dem 3. Dezember 1537. Unter seinen Söhnen wurde das Erbe geteilt: Bry wurde Sr. d’Isque und Guy wurde Sr. du Manoir. (Siehe die nachfolgenden beiden Zweige der Hauptlinie.)

#### Hauptlinie: Zweig der Seigneurs und Vicomtes d’Isque
- Bry d’Isque, Edelknecht, Soldat, Hauptmann der Infanterie 1555, Sr. d’Isque, verpfändete le Moustier 1552, verheiratet in erster Ehe mit Madeleine d’Oceche und in zweiter Ehe mit Catherine de Sarcus. Gestorben 1592 und neben seinem Sohn Oudard in der Kirche von Sainte Austreberthe begraben.
  - Jehan d’Isque, Ritter, Sr. d’Isque, de Hermerangue, Blacourt, le Lo; verheiratet seit 1581 mit Marguerite de Courteville, Tochter von Nicolas, Sr. de Hodicq et de Péronne d’Ostove-Clenleu, und in zweiter Ehe 1582 mit Nicole de Blaisel, Tochter von Antoine und Françoise de Poucques.
    - Antoine d’Isque, Edelknecht, Sr. d’Isque, heiratete 1616 Louise de Roussel, Dame de Cauchie; ging 1650 die zweite Ehe ein mit Anne de Marchant, die 1652 starb, und 1661 die dritte Ehe mit Catherine Boidart. Starb am 8. September 1671.
      - François d’Isque, Ritter, Sr. de Cauchie, de la Motte, le Moustier, Hauptmann im Regiment von Plessis-Praslin, heiratete 1653 Anne de Regaier, Tochter von Philippe de Regaier und der Marguerite d’Isque d’Echinghen, Vicomte d’Isque ab 1675, gestorben 1681.
        - Jean d’Isque, Edelknecht, Vicomte d’Isque, Sr. d’Echinghen, geboren 1660, 1734 noch am Leben, starb unverheiratet und ohne Kinder. Über seine Schwester Jeanne-Françoise, die 1675 den Verwandten Jean-Louis d’Isque, Sr. du Manoir, heiratete, wurden die beiden Zweige der Hauptlinie wieder vereint.

#### Hauptlinie: Zweig der Seigneurs du Manoir und Vicomtes d’Isque

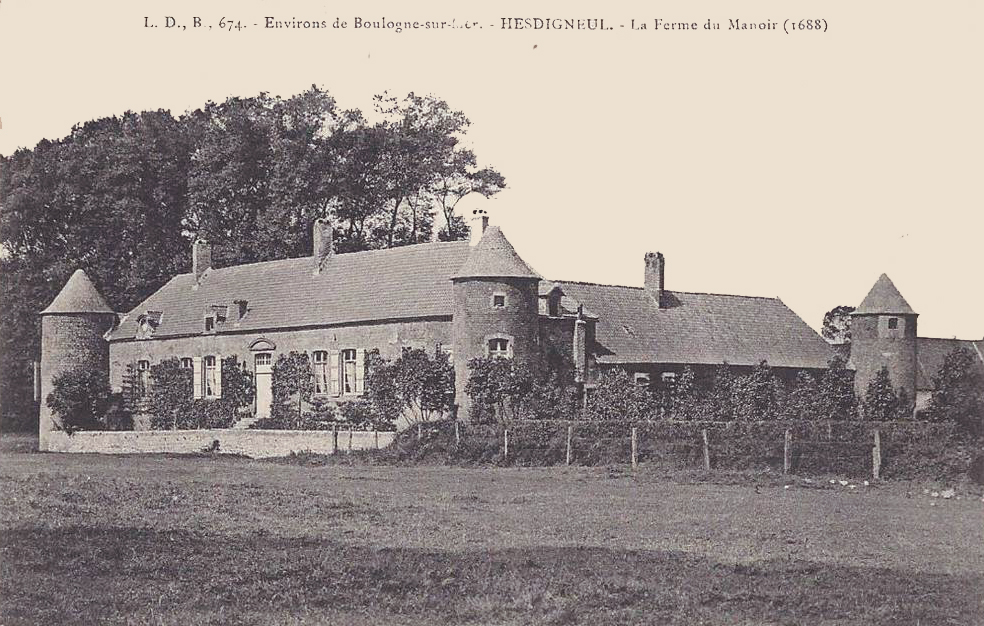
„Le Manoir“ der Familie d’Isque in Hesdin-l’Abbé.

- Guy d'Isque, Sr. de la Motte, du Manoir, Echinghen und Hocquinghen, Bogenschütze unter dem Befehl von M. de Senarpont (1555–1557), heiratete 1559 Marguerite de Senlecque, Dms. de La Cousture, Vertreter in Blois bei den Generalständen (1576) und am königlichen Hof (1578), Gouverneur des Schlosses von Hardelot im Jahre (1587).
  - Jehan d’Isque, Edelknecht, Sr. du Manoir, Echinghen, Hocquinghen etc., in Ausbildung unter dem Herzog de Piennes, war Hauptmann unter dem Herzog d’Halluin, wurde während der Hugenottenkriege durch die „Heilige Liga“ 1588 in Fort Mont Hulin gefangen gehalten, heiratete 1592 Marguerite Chinot, einziges Kind von Antoine, Sr. du Val und von Catherine d’Osthove, Dlle. de Cloye. Jehan starb 1611, seine Frau lebte noch bis 1637, beide sind begraben in der Kirche St. Wullmer in Hesdin-l’Abbé.
    - Achille d’Isque, Edelknecht, Sr. d’Assonval etc., nachdem sein Bruder Jehan-Louis d’Isque kinderlos starb auch Sr. du Manoir, de Moyembos, Hesdigneul, Baron du Val, heiratete 1637 zunächst Antoinette de Montlezun, Tochter von Barthélémy de Montlezun und Marie du Blaisel, dann 1644 zweite Ehe mit Marguerite de Mouton, Witwe von Anselme de Parenty, de Waringuezelle. Er starb 1667, zehn Jahre vor seiner Frau. Die Grablege beider ist in der Kathedrale von Boulogne.
      - Jean-Louis d’Isque, Sohn aus zweiter Ehe, Ritter, Sr. du Manoir, durch seine Ehe mit Jeanne-Françoise d’Isque de Cauchie aus der kinderlosen Hauptlinie der Seigneurs d’Isque wurde er Vicomte d’Isque und hat durch seine Kinder die Hauptlinie der Isque de la Motte d’Isque fortgeführt. Er starb 1721 und liegt in Hesdin-l’Abbé begraben.
        - Antoine-Achille d’Isque, geb. 1681, Ritter, Vicomte d’Isque, Sr. du Manoir, heiratete im Jahre 1704 Marie-Madeleine de Maulde, Tochter von Bariel, Marquis de Colombert, und von Marie de Thosse. Er ließ das Stadtpalais in der Rue Thomas-au-pied (heute: Rue de la Providence) in Boulogne erbauen, wo er im Jahre 1736, kurz vor seinem Tod, sein Testament errichtete; begraben ist er auf dem Friedhof von Saint-Joseph.
          - Achille-Gabriel-François d'Isque, Ritter, Vicomte d'Isque, Sr. du Manoir, Marquis de Colombert et de Alembon etc., Lieutenant der französischen Garden, heiratete 1742 Marie-Jeanne-Françoise d’Alembon, gestorben im Dezember 1789. Sein Bruder Jean-Louis d’Isque, Sr. du Manoir und Hauptmann der Infanterie, starb vor ihm. Ebenso vor ihm im Jahre 1786 starb seine Tochter Anne-Louise-Marie-Madeleine-Gabrielle d’Isque, verheiratet seit 1766 mit Louis-Charles, Comte de Sainte-Aldegonde-Noircarmes, Baron de Bours etc. Er war daher der Letzte der Familie d’Isque in Frankreich.

### Nebenlinie der d’Isque von Acquembronne

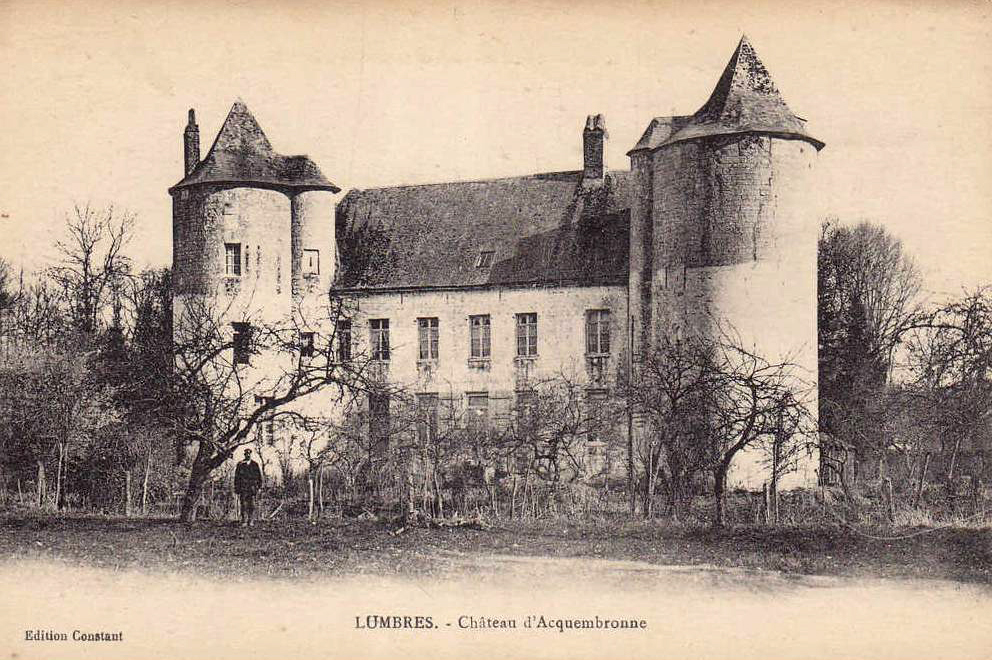
Schloss d'Acquembronne in seiner Gestalt aus dem 17. Jahrhundert.

- Jehan d’Isque, „dit Desre ou Desrée“, „IEHAN DISQVE“ (1387), Seigneur d’Isque, du Moustier (vermutlich Moustier-Saint-Vaast, heute Petit-Saint-Vaast in der Gemeinde Airon-Saint-Vaast) et d’Acquembronne (Lumbres), lebte vermutlich von 1340 bis 1390, war erster Hussier der königlichen Armee, diente unter Bureau de la Rivière, Guillaume de Saveuse(s) und Wallerand de Luxembourg, gehörte der Leibgarde an und wurde Haushofmeister eines königlichen Schlosses; verheiratet mit Marie de Sempy, der Tochter von Colinet des Sempy, Baron von Ordre; führte als Siegel das Disque’sche Ankerkreuz, darüber ein Schrägband gelegt (1380, 1387, 1389).
  - Gautier d’Isque, dit „le Grand“, Hauptmann von Neuville-sur-Meuse im Jahre 1414.
    - Louis d’Isque, Sr. de Acquembronne, verheiratet mit Anne de Diancourt.
      - Philippe d’Isque, Sr. de Acquembronne et de Stiembecq, heiratete 1482 Jehanne, Dame de Stiembecq, und danach eine uneheliche Tochter aus dem Haus Morbecque.
        - Jehan d’Isque, Sr. de Stiembecq et d’Acquembronne, unverheiratet gestorben um 1525 in Diensten des deutschen Kaisers Karl V.

### Nebenlinie der d'Isque von Haudisque

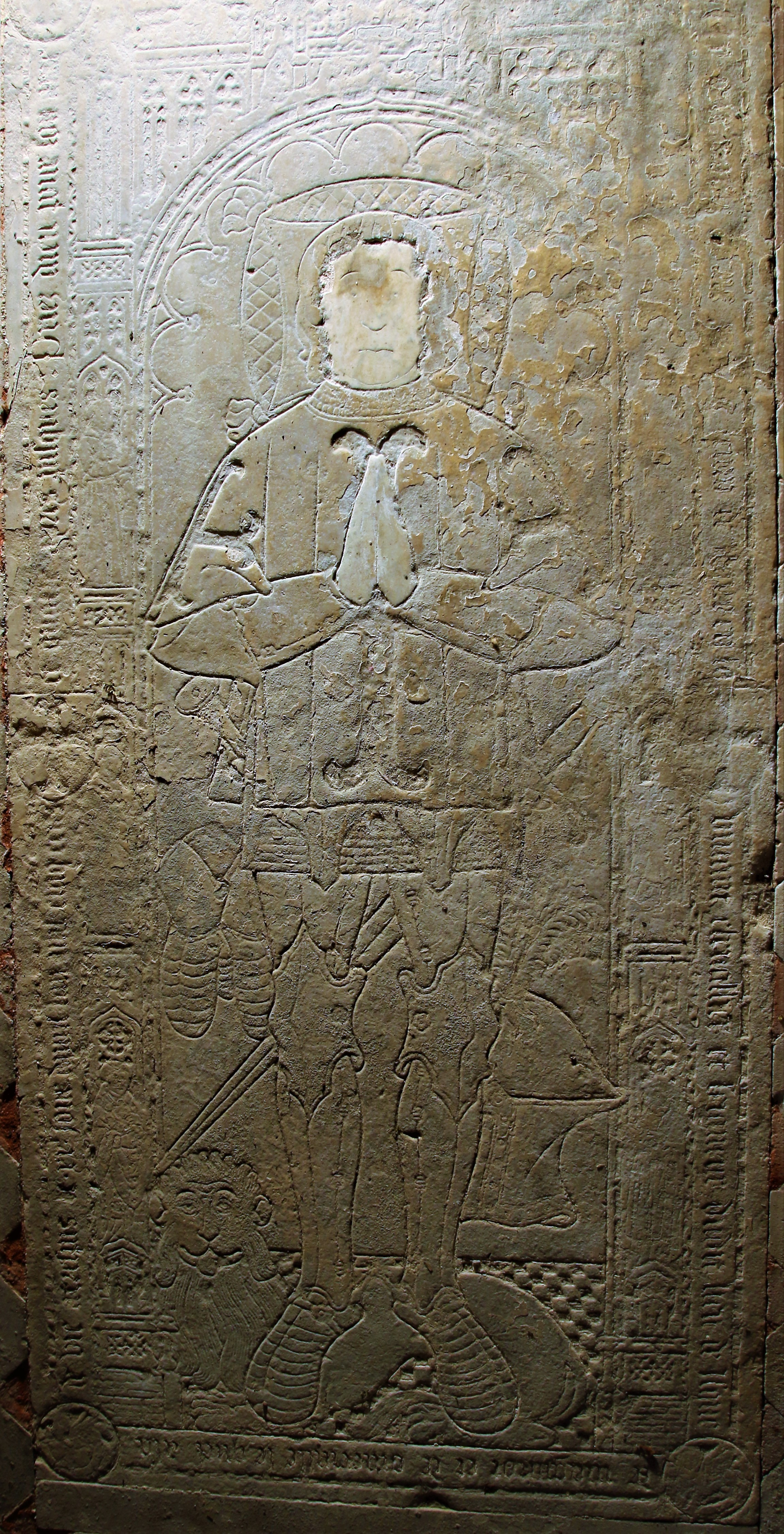
Grabplatte von Jean d’Isque (ca. 1420 bis 1504) in der Kapelle von Schloss Magnitot.

- Colart d’Isque (ca. 1337–1397), führt die Nebenlinie der Isque von Haudisque an (Haudisque, Zeluc [Zelucq], Vexin, Palatinat rhénan). Siegel: „LE SEEL CO… ISQUE“ (1380) sowie „COLAR. SIRE DISKE“ (1387 und 1388) jeweils mit einem Ankerkreuz, darüber als Beizeichen ein Schrägband gelegt. Seigneur von Haut-Isque oder Haudisque und von Zeluc (Zelucq), Ritter und Bannerträger des Grafen von Boulogne, diente als Capitaine (Hauptmann) von Boulogne von 1378 bis 1397 unter dem Maréchal von Frankreich Arnoul d’Audrehen, mit sechs Edelknechten unter Jehan Sire de Sempy, 1383 unter André Sire de Rambures etc.; verheiratet mit Isabelle de Dannes, genannt du Flos. Er starb ungefähr sechzigjährig im Jahre 1397.
  - Jehan d’Isque (Disque, um 1380–1425), Seigneur de Zeluc (Zelucq), Sénarpont und Isque, Chevalier, Hauptmann der Garnison in der Stadt Meaux während der englischen Belagerung von Oktober 1421 bis Mai 1422, verheiratet mit Marie de Châtillon, Dame von Sénarpont (Tochter von Charles de Châtillon, Herr von Survilliers und Marie des Essarts), gestorben 1425.
    - Jehan d’Isque (Disque, de la Disque / de la Driesque, um 1420–1504), Ritter, seit 1438 Seigneur von Haudisque, Zeluc (Zelucq), Sénarpont, Magnitot en Vexin (bei Saint Gervais), führte das Stammwappen, verkaufte Senarpont als Lösegeld, um aus englischer Gefangenschaft freizukommen, heiratete 1471 Blanche de Vaudrey, von König Ludwig XI. im Jahre 1467 zum Präsidenten des königlichen Rechnungshofs in Paris (Chambre des comptes de Paris) ernannt, ein Amt, das er bis 1482 bekleidete,[10] gestorben 1504, begraben in der Kapelle von Schloss Magnitot.
      - Philippe d’Isque (ca. 1460 – ca. 1535), Seigneur de Violaine en Brie, verheiratet mit Claude de Bièvre, Dame de Verneuil, in zweiter Ehe mit Catherine de Lemparé, Dame de Rieux.
        - Jehan d’Isque (auch Discque, Disqué, ca. 1510–1581), Edelknecht (écuyer), Seigneur de Rieux, stammt aus der Ehe Philippes mit Catherine de Lenharé, trat zum Protestantismus über und war verheiratet mit Renée Lenfant, die die Tochter des Jean Lenfant (L’Enfant), Seigneur von Chambrey bei Château-Salins im sogenannten Metzer Salzgau (Pay du Saulnois), einem der führenden Vertreter der lothringischen Protestanten, war. Jehan und Renée hatten fünf Söhne und zwei Töchter. Die Familie ist wohl 1562 nach dem Blutbad von Wassy zunächst nach Straßburg geflüchtet, dann 1572 nach Pfalzburg gezogen, wo Jehan zunächst Castenvogt, d. h. Verwalter der fürstlichen Einnahmen und Speicher, war (als solcher erwähnt 1573) und dann von 1575 bis 1581 Oberschultheiß und Richter in der 1568 vom Pfalzgrafen von Pfalz-Veldenz neu gegründeten Stadt wurde.[11]
          - Johannes Disqué (ca. 1545–1618), flüchtete nach Übernahme der Stadt durch die Franzosen nicht in das protestantische Herzogtum Pfalz-Zweibrücken und Annweiler, sondern blieb in Pfalzburg (heute: Phalsbourg), stand in den Diensten des Grafen Philipp V. von Hanau-Lichtenberg und genoss dadurch diplomatische Immunität, gestorben 1618.
            - Hans Disqué (ca. 1585–1649), wird als der älteste Sohn von Johannes Disqué angenommen, Bürger in Siebeldingen bei Annweiler.
              - Johann Bernhard (I.) Disqué (1625–1685) in Albersweiler bei Annweiler mit Nachkommen in mehreren Zweigen bis in die Gegenwart.